# ورخنیایا میتیوکوفکا
ورخنیایا میتیوکوفکا (انگلیسی: Verkhnyaya Mityukovka) یک شهرک در شهرستان فیودوروفسکی استان باشقیرستان کشور روسیه است.